# تود تي سيمونيت
تود ثورستون سيمونيت Todd Thurston Semonite (29 مايو 1957 -) كان رئيس المهندسين الرابع والخمسين في جيش الولايات المتحدة والقائد العام لفيلق مهندسي جيش الولايات المتحدة.

## التعليم
تخرج من الأكاديمية العسكرية بدرجة البكالوريوس في العلوم في الهندسة المدنية وتم تكليفه بالانضمام إلى فيلق المهندسين بالجيش عام 1979. حصل على درجة الماجستير في العلوم من جامعة فيرمونت ودرجة الماجستير في الفنون والعلوم العسكرية من كلية القيادة والأركان العامة للجيش الأمريكي.

## جدار الحدود بين الولايات المتحدة والمكسيك
خلال زيارة دونالد ترامب في سبتمبر 2019 إلى قسم جديد من الجدار الحدودي بالقرب من سان دييغو، قال الرئيس دونالد ترامب في تصريح صحفي، إن الجدار "مُجهز بحيث يمكننا معرفة ما إذا كان شخص ما يحاول اختراقه". عندما طُلب من ترامب تزويد المراسلين بمزيد من التفاصيل، حذره سيمونيت، "سيدي، قد يكون هناك بعض الافضلية في عدم مناقشة ذلك".

## الاستجابة لجائحة كوفيد-19 في عام 2020
في مارس 2020، قدم سيمونيت إحاطة إلى البنتاغون حول كيفية قيام الجيش الأمريكي ببدء وقيادة الجهود الرامية إلى استئجار عدد كبير من المرافق على مستوى البلاد في الفنادق والمباني المفتوحة كبيرة الحجم والقدرة الاستيعابية لزيادة عدد الغرف والأسرة ذات القدرة على العناية المركزة لوباء كوفيد-19. يتولى USACE مسؤولية التأجير والهندسة، مع عقود لتعديل المرافق وإعدادها بسرعة للمقاولين المحليين.
تتضمن الخطة أن يتم التعامل مع تشغيل المرافق وتوفير الطاقم الطبي بالكامل من قبل الولايات المختلفة وليس الحكومة الفيدرالية.

## روابط خارجية
- مرات الظهور على سي-سبان